# Palata San Susi
Palata Sansusi (фр. Palais Sans Souci) bila je glavna kraljevska rezidencija Anrija I, kralja Haitija, poznatijeg kao Anri Kristof. Nalazi se u gradu Milot, približno 5 kilometara severoistočno od utvrđenja Citadela La Feriere i 13 kilometara jugozapadno od zaštićenog područja Three Bais.

## Istorija
Palatino ime, na francuskom znači „bezbrižno“, i deli ga sa čuvenom rokoko palatom Sansusu, rezidencijom Fridriha Veliki u Potsdamu u Nemačkoj i vojskovođom Haićanske revolucije Žan-Batistom Sansusi, kojeg je pogubio Anri Kristof 1803. godine. Palatu je sagradio nepoznati broj radnika u periodu između 1810-1813. godine. U rezidenciji je bio smešten kralj, njegova porodica; Kraljica Marija-Lujza i njihova deca, zajedno sa njihovim kraljevskim osobljem i savetnicima. Bila je to najvažnija od devet palata koje je kralj posedovao, pored petnaest dvoraca, brojnih tvrđave i prostrane letnje kuće na njegovih dvadeset plantaža. Najbliži aerodrom i veliki grad je Kap Haitien.
Pre izgradnje palate Sansusi, Milot je bio francuska plantaža kojom je Kristof upravljao tokom perioda Haićanske revolucije. Mnogi savremenici Henrija Kristofa zapazili su njegovu bezobzirnost i nepoznato je koliko radnika je umrlo tokom izgradnje palate. Za vreme njegove vladavine, palata je bila mesto raskošnih gozbi i plesova. Imao je neizmerne vrtove, veštačke izvore i sistem vodovoda. Iako je Sansusi sada prazna ruševina, u to vreme su brojni strani posetioci primećivali njen sjaj. Jedan američki lekar zapazio je da je imao „reputaciju jednog od najveličanstvenijih zdanja Zapadne Indije“. 
Blizu palate nalazi se poznata tvrđava na planinskom vrhu; Citadela La Feriere, sagrađena na osnovu dekreta Anrija Kristofa, koji je strahovao od francuske invazije. Međutim, do francuskog napada nikada nije došlo. Do utvrđenja se dolazilo direktnim putem koji je vodio od palate.
Osakaćen moždanim udarom, kralj Anri I počinio je samoubistvo u palati 8. oktobra 1820. godine. Prema haićanskoj legendi, pucao je u sebe srebrnim metkom. Naknadno je sahranjen u Citadeli.
Njegov sin i naslednik, Žak-Viktor Anri, princ Roial od Haitija, uhvaćen je u palati, a potom i ubijen u napadu revolucionara dana 18. oktobra 1820. godine.
Snažan zemljotres 1842. godine uništio je znatan deo palate i opustošio obližnji grad Kap Haitien. Nakon potresa, palata je napuštena i nikada nije obnovljena.
Palata Sansusi svoje ime deli sa još jednim haićanskim revolucionarnim vođom, pukovnikom Žan-Baptistom Sansusijem. Bio je afrički rob koji je svoje ime najverovatnije preuzeuo od kvarta kod parohije Grande Riviere, gde je prvi put predvodio trupe u gerilnim borbama protiv Francuza 1791. godine. Kada su se Anri Kristof i druge vojskovođe odvojili od Francuza, pitali su Sansusija da se pridruži njihovim redovima, ali je on to odbio i posebno je na Kristofa gledao kao na izdajnika. Desetak godina pre izgradnje svoje palate, budući haićanski kralj poslao je pukovniku Sansusiju pomirljivu poruku pozivajući ga u jedno od njegovih sedišta na glavnoj plantaži Grand Pre, uz plantažu Milot, gde će kasnije sagraditi palatu. Sansusi je prihvatio poziv i kada je stigao, Kristoforovi stražari u uhvatili njega i njegovu pratnju i ubili ih.  Palata Sansusi sagrađena je samo nekoliko metara dalje od mesta ubistva, ili možda čak tačno na mestu ubistva, kako pretpostavljaju neki istoričari.

## Inspiracija
Neki naučnici su istraživali da li je Kristof svoje inspiracije za palatu pronašao i preuzeo od palate pruskog kralja Fridriha Velikog u Potsdamu, simbolu evropskog prosvetiteljskog dostignuća. Drugi naučnici tvrde da je arhitektura palate inspirisana Bofranovim dizajnom dvorca Malgrange za vojvodu Leopolda I od Lorene, nadomak grada Nansi u Nemačkoj. U svakom slučaju, bilo kako bilo, sjaj palate primetili su razni posetioci, koji su mnogi govorili da je palata karipska ekvivalent Versajskoj palati u Francuskoj. Ponosna na svoju veličanstvenost, Palata Sansusi bila je važan korak u planu Henrija Kristofa da demonstrira strancima, posebno Evropljanima i Amerikancima, snagu i sposobnost crne rase. Afrički ponos izgradnjom kraljeve palate zabeležio je komentar njegovog savetnika i arhitekte Pompea Valentina Vasteja (barona Valentin de Vastei), koji je rekao da palata i obližnja crkva, „koju su podigli potomci Afrikanaca, pokazuju da nismo izgubili arhitektonski ukus i gene svojih predaka koji su svojim vrhunskim spomenicima pokrivali Etiopiju, Egipat, Kartaginu i staru Španiju “.

## Trenutni status
Unesko je 1982. godine proglasio palatu i obližnje utvrđenje za svetsku baštinu.
Opisana kao „jedna od najznačajnijih atrakcija zapadne hemisfere“, Palatu Sansusi „retko posećuju stranci“ zbog „decenija političke nestabilnosti i bezakonja“ na Haitiju. 

## Galerija
- Palata Sansusi, Nacionalni istorijski park, Haiti.
- Palata Sansusi 1836. godine.
- Sans Souci. Castle of King Christopher of Haiti, litografija Gotifrida Kustnera (1800–1864) iz dela Karla Ritera, objavljenog 1836. godine
- Palata Sansusi 1907. godine.

## Spoljašnje veze
- Медији везани за чланак Palata San Susi на Викимедијиној остави
- UNESCO World Heritage listing for the National History Park – Citadel, Sans Souci, Ramiers
- Explore Sans-Souci Palace with Google Earth on Global Heritage Network

## Bibliografija
• Gauvin Alexander Bailey Der Palast von Sans-Souci in Milot, Haiti (ca. 1806–1813): Das vergessene Potsdam im Regenwald / The Palace of Sans-Souci in Milot, Haiti (ca. 1806–1813): The Untold Story of the Potsdam of the Rainforest, Deutscher Kunstverlag, (2018)  978-3422074668